# Lascoria arenosa
Lascoria arenosa är en fjärilsart som beskrevs av William Schaus 1916. Lascoria arenosa ingår i släktet Lascoria och familjen nattflyn. Inga underarter finns listade i Catalogue of Life.